# Smíchov (rybník)
Rybník Smíchov o rozloze vodní plochy 7,9 ha se nalézá asi 1 km jižně od centra obce Slavhostice v okrese Jičín na Smíchovském potoce. Hráz rybníka je přístupná po polní cestě odbočující ze silnice II. třídy č. 328 vedoucí ze Slavhostic do obce Chroustov. Rybník Smíchov je využíván pro chov ryb a zároveň je významným útočištěm vodního ptactva v okolní zemědělské krajině převážně v období tahu. Území rybníka je chráněno jako významný krajinný prvek.

## Galerie

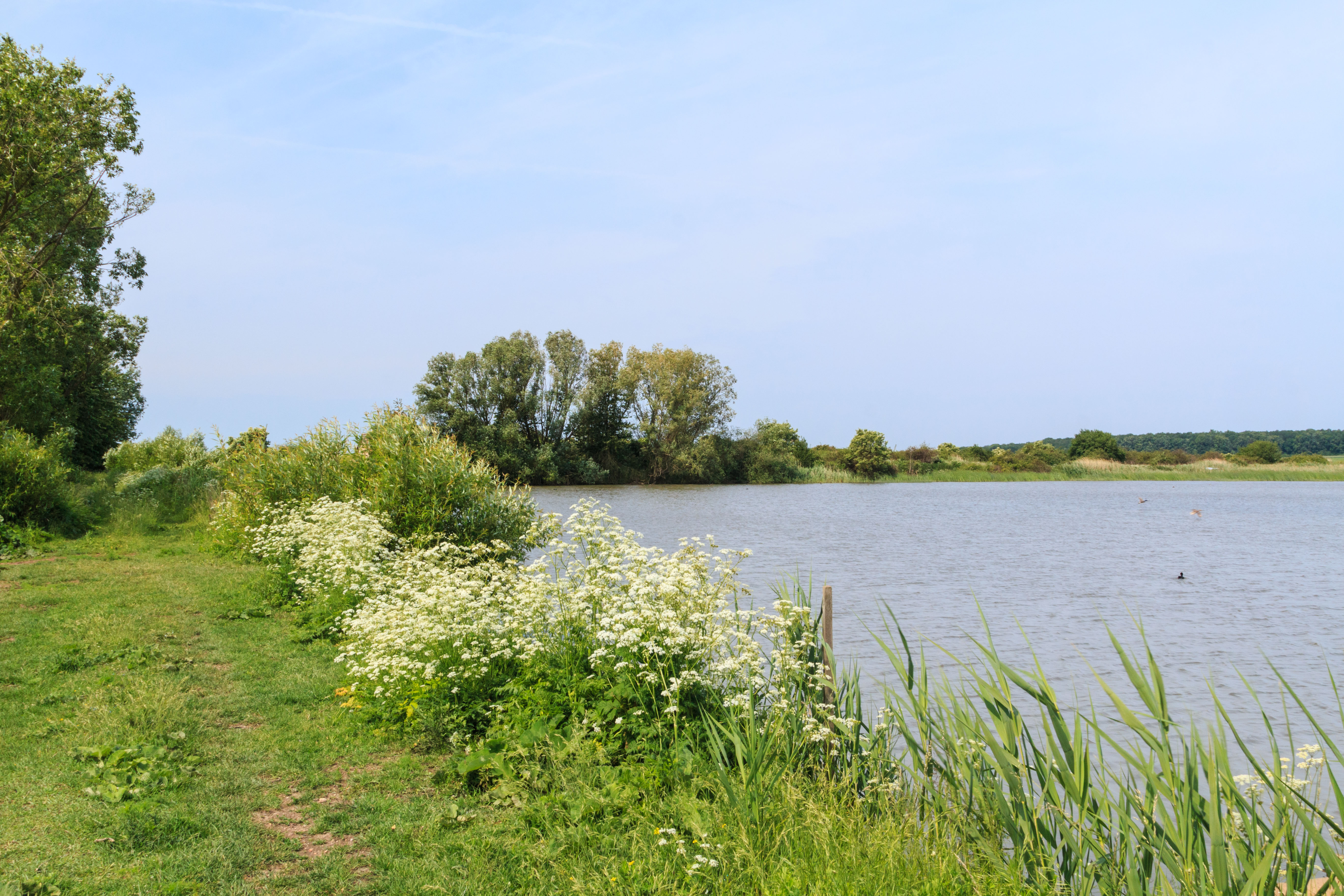
pohled na rybník Smíchov u Slavhostic
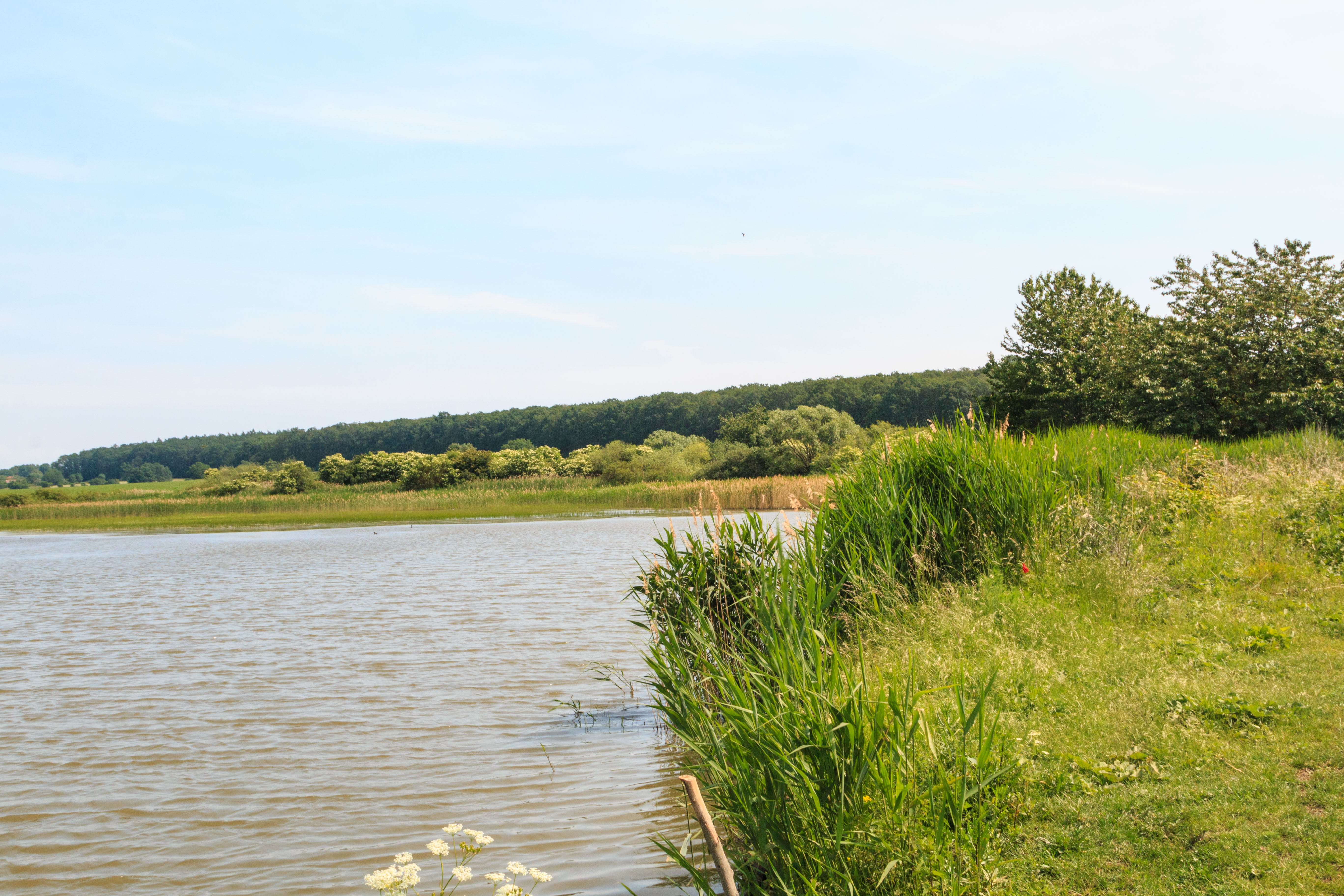
pohled na rybník Smíchov u Slavhostic
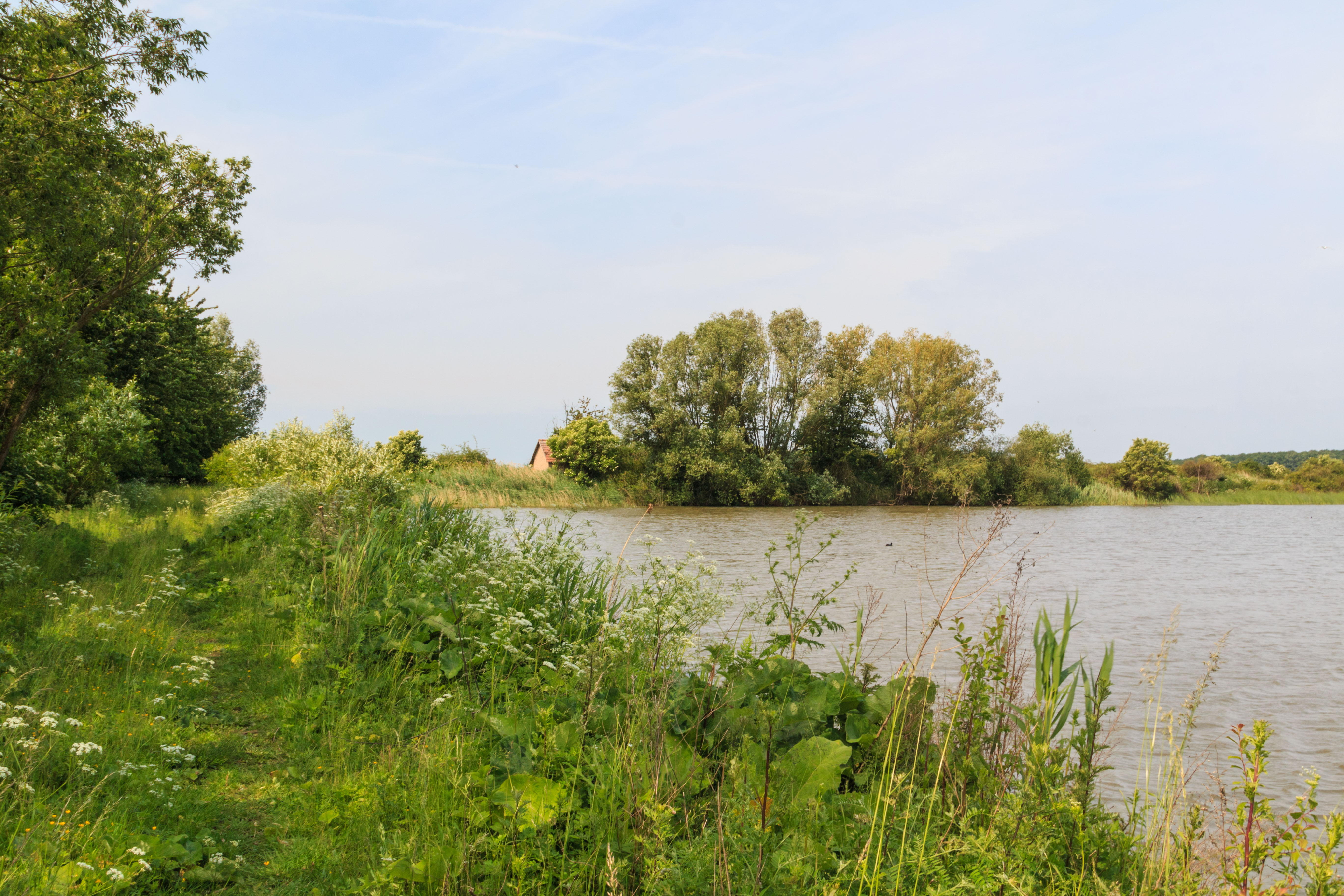
pohled na rybník Smíchov u Slavhostic
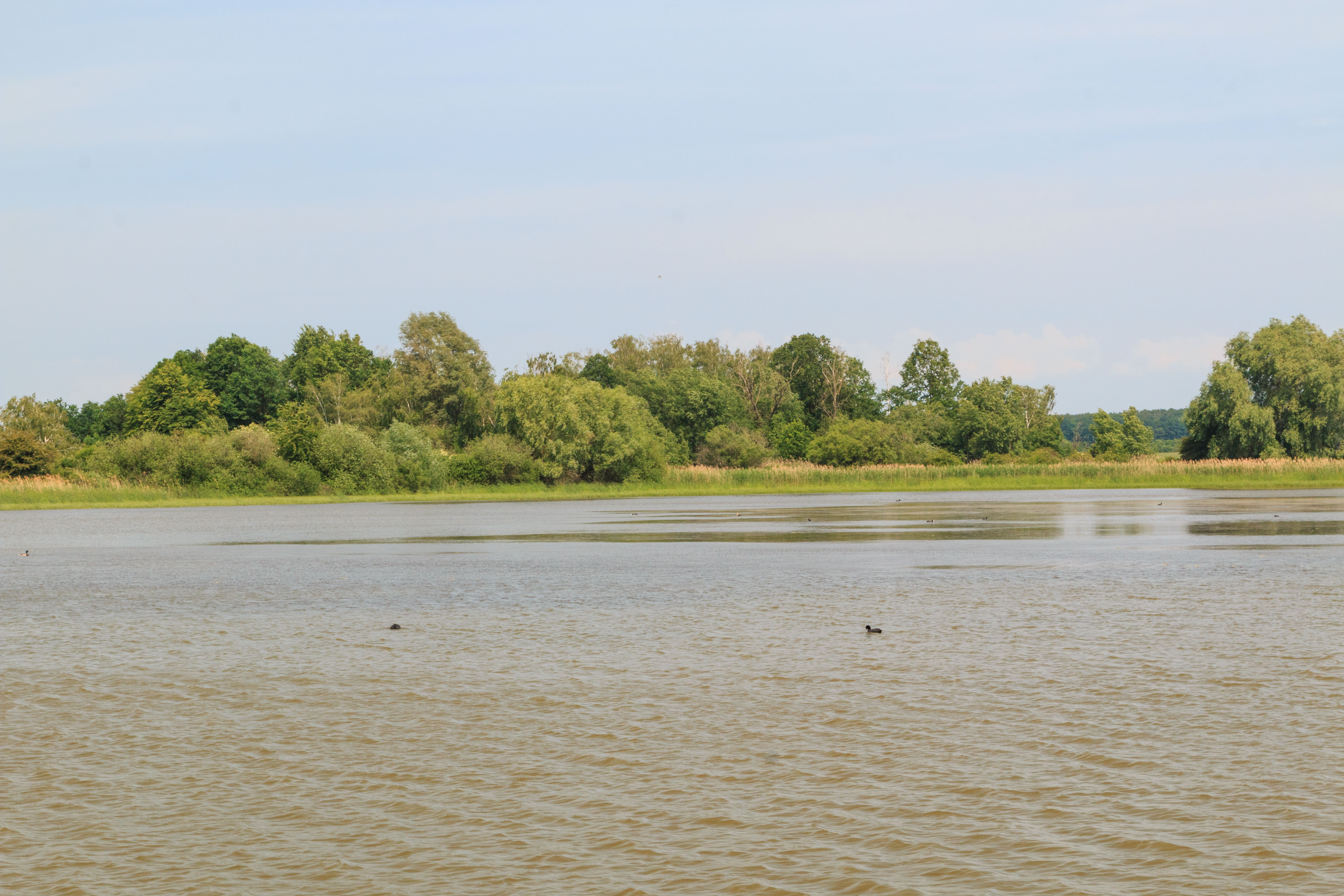
pohled na rybník Smíchov u Slavhostic